# Thelypteris meniscioides
Thelypteris meniscioides är en kärrbräkenväxtart som först beskrevs av Frederik Michael Liebmann, och fick sitt nu gällande namn av C. Reed. Thelypteris meniscioides ingår i släktet Thelypteris och familjen Thelypteridaceae. Utöver nominatformen finns också underarten T. m. ternata.